# Британський кооперативний рух
Сполучене Королівство є домом для широкого та різноманітного кооперативного руху, в якому понад 7000 зареєстрованих кооперативів, що належать 17 мільйонам окремих членів, і які приносять 34 мільярди фунтів на рік для британської економіки. Сучасна кооперація розпочалася з магазину Рочдейлівських Піонерів у північному англійському місті Рочдейл у 1844 році, хоча історію кооперації у Британії можна простежити до 1800 року. Британський кооперативний рух найчастіше асоціюється з торговою маркою The Co-operative (найбільш відомою своїми брендами супермаркетів й брендами Funeralcare), яку перейняли кілька великих споживчих кооперативів; однак, у Великій Британії працює багато тисяч зареєстрованих кооперативних підприємств. Поряд із цими споживчими кооперативами існує багато видатних сільськогосподарських кооперативів (621), кооператорів житлового господарства (619), кооперативів охорони здоров'я та соціального обслуговування (111), кооперативних шкіл (834), кооперативів роздрібної торгівлі, кооперативних управлінь громадськими енергетичними проектами, трестів футбольних прихильників, кредитних спілок та підприємств, що належать робітникам. 
Кооперативи Великої Британії є центральною організацією членства для кооперативних підприємств по всій Великій Британії. Це кооперація кооперативів: федерація кооперативів. Більшість видів кооперативів мають право приєднатися до Кооперативів Великої Британії. 

## Зовнішні посилання
- Кооперативи Великої Британії
- Кооперативна група [Архівовано 21 липня 2006 у Wayback Machine.]
- Асоціація британських кредитних спілок [Архівовано 16 травня 2008 у Wayback Machine.]
- Ірландська ліга кредитних спілок
- Конфедерації кооперативного житла [Архівовано 12 серпня 2020 у Wayback Machine.]
- ЛІТИ Посилання [Архівовано 11 серпня 2020 у Wayback Machine.]
- Plunkett Foundation [Архівовано 10 травня 2022 у Wayback Machine.]
- Вудкрафт фолк
- Студенти для співпраці [Архівовано 20 вересня 2020 у Wayback Machine.]
- Кооперативний центр Уельсу [Архівовано 1 березня 2015 у Wayback Machine.]